# Kodigehalli, Pavagada
Kodigehalli là một làng thuộc tehsil Pavagada, huyện Tumkur, bang Karnataka, Ấn Độ.